# ابوعبدالله ابن نجار
ابوعبدالله محب الدین محمد بن محمود مشهور به ابن نجار (۵۷۸ تا ۶۴۳ قمری) مورخ و محدث اهل بغداد و صاحب کتاب ذیل تاریخ بغداد است. او در طول عمر خود به مدت طولانی به سفر پرداخت و از محضر استادان بسیار زیادی بهره گرفت.

## زندگی و فعالیت
وی در بغداد به دنیا آمد، پدرش نجار و مادرش صفیه دختر کثیر بن سالم هیتی از خانواده ای دانشمند بود. 7 ساله بود که پدرش را از دست داد
در کودکی به حفظ قرآن پرداخت و پس از آن به فراگیری صرف و نحو عربی و شنیدن و نوشتن احادیث پرداخت و در نظامیۀ بغداد به تحصیل علم پرداخت.
سپس به حجاز رفت و در مکه و چندی در مدینه در سال 607 هجری به یادگیری حدیث پرداخت. وی در سال 608 هجری قمری وارد شام شد و در آنجا نزد ابوعلی منکندی به تحصیل علم پرداخت. در این سفر مدتی در حلب ماند و در راه بازگشت به بغداد از شیوخحرّان و موصل و تکریت حدیث آموخت  
ابن نجار به شهرهای زیادی سفر کرد و سرانجام پس از سالها سفر در سال 624 هجری قمری در بغداد اقامت گزید. منابع مدت این سفرها را 17 یا 18 سال عنوان کرده اند. و در سفرها علاوه بر نقل حدیث و فراگیری معارف اسلامی، به فراگیری ادبیات نیز پرداخت و از محضر شاعران فراوانی بهره جست و در عین حال از جمع آوری اطلاعات تاریخی برای نگارش کتب خود به ویژه تاریخ بغداد پرداخت. 
ابن نجار آخرین دوره عمر خود را در بغداد به تدریس و تألیف گذراند و پس از تأسیس مدرسه مستنصریه (631 هجری قمری) به تدریس گماشته شد.

## آثار
آثار بر جای مانده از ابن نجار عبارتند از:
- الدرة التمینة فی تاریخ المدینة
- ذیل تاریخ بغداد
- مناقب الامام الشافعی

علاوه بر این در منابع دیگر به بیش از بیست کتاب و رساله از ابن نجار اشاره شده که در حال حاضر در دست نیست و از بین رفته‌است.